# Society Fever
Society Fever est un film américain sorti en 1935 et réalisé par Frank R. Strayer.

## Synopsis
Une mère de famille commence à s'inquiéter lorsqu'elle découvre que des amis riches ont été invités à dîner avec leur famille quelque peu loufoque.

## Fiche technique
- Réalisation : Frank R. Strayer
- Scénario : Karen DeWolf (en)
- Producteur : 	Maury M. Cohen
- Photographie : M.A. Anderson
- Montage : Roland D. Reed
- Production : Invincible Pictures
- Distributeur : Chesterfield Pictures
- Durée : 66 minutes
- Date de sortie : 23 juin 1935

## Distribution
- Lois Wilson : Portia Prouty
- Lloyd Hughes : Graham Smith
- Hedda Hopper : Mrs. Vandergriff
- Guinn 'Big Boy' Williams : Edgar Prouty
- Grant Withers : Ronald Dawson
- Marion Shilling : Victoria Vandergriff
- George Irving : Mr. Vandergriff
- Sheila Terry : Lucy Prouty
- Maidel Turner : Mrs. Prouty
- Lois January : Julie Prouty
- Erville Alderson : Oncle Andy
- Kathryn Sheldon : Minnie
- Reginald Sheffield :s Lord Michael
- Shirley Hill : Marjorie Vandergriff
- Lew Kelly : Hanly
- Anthony Marsh : Alan Prouty
- Richard Hemingway : Bob Miller
- Robert McKenzie : Bill Collector